# Real Dreams
Real Dreams est une pièce de théâtre écrite par le dramaturge britannique Trevor Griffiths en 1984. 
La première représentation moderne fut produite à Londres, par la Royal Shakespeare Company en 1986.

## Argument
Tiré de l'histoire de la Révolution à Cleveland de Jeremy Pikser. 
« Real Dreams est dédicacé aux nombreux américains qui continuent à se battre pour la justice et l'égalité, dans un pays dont le rêve est devenu, contre toute attente, le cauchemar du reste du monde », Trevor Griffiths (1987) .